# Суб Падуре (Муреш)
Суб Падуре (рум. Sub Pădure) насеље је у Румунији у округу Муреш у општини Ганешти. Oпштина се налази на надморској висини од 349 m.

## Становништво
Према подацима из 2002. године у насељу је живело 78 становника.

### Попис2002.
| Расподела становништва по националности 2002.‍ | Расподела становништва по националности 2002.‍ | Расподела становништва по националности 2002.‍ | Расподела становништва по националности 2002.‍ | Расподела становништва по националности 2002.‍ |
| --------------------------------------------- | --------------------------------------------- | --------------------------------------------- | --------------------------------------------- | --------------------------------------------- |
|                                               |                                               |                                               |                                               |                                               |
| Румуни                                        | Румуни                                        |                                               | 60                                            | 76,9%                                         |
| Мађари                                        | Мађари                                        |                                               | 8                                             | 10,3%                                         |
| Роми                                          | Роми                                          |                                               | 10                                            | 12,8%                                         |